# Vitório Maria de Sousa Coutinho
Vitório Maria Francisco de Sousa Coutinho Teixeira de Andrade Barbosa, également Comte de Linhares (Turin, 25 juin 1790 - 30 juin 1857) est un militaire et homme d'État portugais.
D. Vitório est le fils de D. Rodrigo Domingos de Sousa Coutinho, premier comte de Linhares et de Maria Gabriella Ignazia Asinari dei Marchesi di San Marzano. Il a épousé en 1820 D. Catherine Juliana de Sousa Holstein.

## Fonctions politiques
- Membre de la Chambre des pairs du royaume.
- Ministre de la Marine (1835).
- Président du Conseil des Ministres (du 4 au 27 mai 1835) sous la monarchie constitutionnelle.
- Ministre plénipotentiaire à Turin (1817).

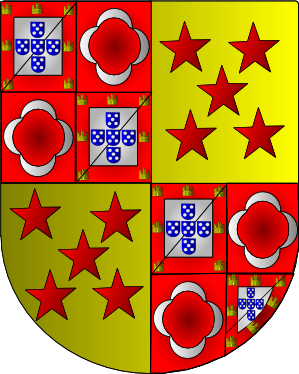
Armes des Sousa Coutinho.

- Brigadier de l'armée.

## Décorations
- Commandeur de l 'Ordre Militaire du Christ.
- Commandeur de l 'Ordre militaire de la Tour et de l'Epée.
- Étoile d'or de Montevideo. (Uruguay).
- Commandeur de l'ordre de Ordre des Saints-Maurice-et-Lazare (Royaume de Sardaigne, Italie).

## Divers
- Il participe à la Campagne du Rio de Prata, pour laquelle il a reçu l'Étoile d'or de Montevideo.
- Il est gentilhomme de la maison de Marie II de Portugal.